# Allophlebia
Allophlebia là một chi bướm đêm thuộc họ Gelechiidae.